# Liste der Monuments historiques in Saint-Boingt
Die Liste der Monuments historiques in Saint-Boingt führt die Monuments historiques in der französischen Gemeinde Saint-Boingt auf.

## Liste der Immobilien
| Bezeichnung    | Beschreibung           | Standort                    | Kennzeichnung | Schutzstatus | Datum | Bild           |
| -------------- | ---------------------- | --------------------------- | ------------- | ------------ | ----- | -------------- |
| Friedhofskreuz | Stein, 17. Jahrhundert | in der Kirchhofmauer (Lage) | PA00106358    | Classé       | 1909  | weitere Bilder |

## Liste der Objekte
| Bezeichnung                   | Beschreibung | Standort                         | Kennzeichnung | Schutzstatus | Datum | Bild |
| ----------------------------- | --- | -------------------------------- | ------------- | ------------ | ----- | ---- |
| Hauptaltar                    | Altartisch, Retabel, Tabernakel und Wandvertäfelung; Eichenholz, farbig gefasst und vergoldet, zwischen 1724 und 1726, von Jean Bailly   | in der Kirche St-Hydulphe (Lage) | PM54000798    | Classé       | 1965  |      |
| Augustinusaltar               | rechter Seitenaltar; Altartisch, Retabel und Skulptur; Eichenholz, farbig gefasst und vergoldet, zwischen 1724 und 1726, von Jean Bailli | in der Kirche St-Hydulphe (Lage) | PM54000799    | Classé       | 1965  |      |
| Marienaltar                   | linker Seitenaltar; Altartisch, Retabel und Skulptur; Eichenholz, farbig gefasst und vergoldet, zwischen 1724 und 1726, von Jean Bailli  | in der Kirche St-Hydulphe (Lage) | PM54000800    | Classé       | 1965  |      |
| Kruzifix, getragen von Engeln | Eichenholz, farbig gefasst und vergoldet, zwischen 1724 und 1726, von Jean Bailli                                                        | in der Kirche St-Hydulphe (Lage) | PM54000801    | Classé       | 1965  |      |
| Kanzel                        | Eichenholz, zwischen 1724 und 1726, von Jean Bailli                                                                                      | in der Kirche St-Hydulphe (Lage) | PM54000802    | Classé       | 1965  |      |